# Kyle Lafferty
Kyle Lafferty (Enniskillen, 1987. szeptember 16. –) északír válogatott labdarúgó, a ciprusi Anórthoszi Ammohósztu játékosa.

## Pályafutása

### A válogatottban
Az északír labdarúgó-válogatottban 2006. május 21-én mutatkozott be egy Uruguay elleni barátságos mérkőzésen. Első gólját a nemzeti csapatban Finnországnak lőtte 2006. augusztus 16-án, Helsinkiben. Részt vett a 2016-os Európa-bajnokságon.

## Sikerei, díjai
Rangers FC
- Skót bajnok (3): 2008–09, 2009–10, 2010–11
- Skót kupa (1): 2008–09
- Skót ligakupa (2): 2009–10, 2010–11

Palermo
- Olasz másodosztályú bajnok (1): 2013–14